# Pediobius latipes
Pediobius latipes är en stekelart som beskrevs av Kamijo 1983. Pediobius latipes ingår i släktet Pediobius och familjen finglanssteklar. Inga underarter finns listade i Catalogue of Life.